# マイスタージンガー (企業)
マイスタージンガー（ドイツ語：MeisterSinger GmbH & Co. KG）は、ドイツミュンスターに本社を置くドイツの時計メーカーである。

## 沿革
宝石商人のManfred Brasslerが独学で1989年にKlaus Bottaとクォーツ時計の製造をする「Watch People」を設立。彼は1999年に同社を売却し、2001年にMeisterSingerを設立。
社名の由来は、中世のドイツの歌人に与えられた称号「マイスタージンガー」を彷彿させ、それに重ねたものである。

## デザイン
シングルハンド(1本針)の腕時計のみ生産している。